# La Bartavelle éditeur
 (février 2023).
La Bartavelle Éditeur est une ancienne maison d'édition indépendante française, fondée en 1985 par Éric Ballandras, dont le siège social est situé à Charlieu, dans le département de la Loire.

## Historique
La Bartavelle a publié des ouvrages à compte d'auteur et ensuite à compte d’éditeur.
Cette maison a édité de la poésie, des romans, des nouvelles et des polars.
Elle a également publié une revue de « littérature et poésie » : une 1re série de 1985 à 1990[source insuffisante] et une 2e de 1994 à 1997 avec Pierre Perrin comme rédacteur en chef[source insuffisante].
C'est aujourd'hui une librairie de livres anciens et rares[source secondaire souhaitée].

## Quelques auteurs ayant publié chez La Bartavelle
Grâce à Pierre Perrin, les éditions la Bartavelle ont permis à de jeunes poètes et romanciers de faire leurs premiers pas, parmi lesquels Claudine Bohi, Marie Botturi, Claude de Burine, Michel Cosem,  Jean-François Dubois, Chantal Dupuy-Dunier, Philippe Leuckx, Stéphan Lévy-Kuentz, Bernard Lorraine, Pierre Maubé, Roland Nadaus, Jean Rousselot, Valérie Rouzeau, Dominique Sampiero, Pierrette Sartin, Jean Sénac, Carole de Sydrac...
Renaud de Montlibert.